# توبیلژان
توبیلژان (قزاقی: Тобылжан) یک شهرک در استان پاولودار کشور قزاقستان است.